# Pietro d'Abano

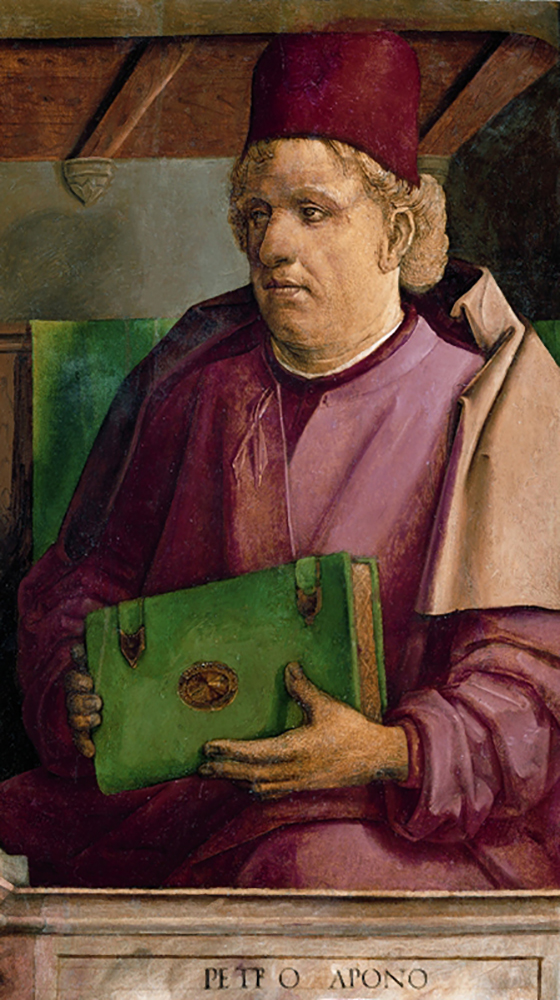
Pietro d'Abano.

Conciliator differentiarum philosophorum et precipue medicorum

Pietro d'Abano, o Petrus de Apono, o Aponensis (ca. 1250 Abano Terme – 1316), fue un médico, astrólogo, profesor y filósofo italiano que impartió cátedras en Padua.
En su juventud estudió en París, doctorándose allí. Luego se estableció en Padua, donde adquirió gran reputación. Su famosa obra Conciliator differentiarum, quæ inter philosophos et médicos versantur, fue un intento de unificar la medicina árabe con la filosofía especulativa griega, gozando de gran influencia hasta bien entrado el siglo XVI. Su liderazgo marcó el auge de la Universidad de Padua como el principal núcleo del estudio médico de la región. Se encargó de introducir en Occidente las ideas del filósofo andalusí Averroes.